# Armadillidium serratum
Armadillidium serratum är en kräftdjursart som beskrevs av Gustav Budde-Lund 1885. Armadillidium serratum ingår i släktet Armadillidium och familjen klotgråsuggor. Inga underarter finns listade i Catalogue of Life.